# Thésée et Ariane (Pompéi)
Thésée et Ariane (ou Thésée quittant Ariane) est une fresque antique trouvée dans la Maison des Chapiteaux colorés à Pompéi et conservée au Musée archéologique national de Naples.

## Histoire
Réalisée entre 45 et l'éruption du Vésuve en 79, la fresque a été placée dans un œcus de la Maison des Chapiteaux colorés ; à la suite de la découverte de la maison, elle a été détachée de son emplacement d'origine pour créer un petit tableau.

## Description
Thème classique de la peinture pompéienne, il représente le moment de l'abandon d'Ariane sur l'île de Naxos par Thésée. Ariane, au centre de la scène, est endormie, allongée sur un lit d'algues et reposant son dos et sa tête sur de grands coussins à bandes colorées : elle est nue, un manteau couvrant ses jambes, elle porte des bijoux et dans ses cheveux, coiffés d'une double rangée de boucles, une couronne de fleurs. Thésée est à droite, nu, avec une couronne de fleurs sur la tête, un manteau recouvrant une partie de son épaule droite et sa jambe gauche ; il est en train de monter sur la passerelle du bateau. Au fond, au loin, on peut voir une ville fortifiée.

## Liens
- Catalogue de la section des fresques du Musée archéologique national de Naples